# Wielki Jagnięcy Kopiniak
Wielki Jagnięcy Kopiniak (słow. Veľký jahňací zub) – turnia w grani głównej Tatr, w słowackiej części Tatr Wysokich. Jest położony w południowo-zachodniej grani Jagnięcego Szczytu, zwanej Granią Townsona. Od głównego wierzchołka Jagnięcego Szczytu na północnym wschodzie jest oddzielony Wyżnim Jagnięcym Karbem, a od Małego Jagnięcego Kopiniaka na południowym zachodzie oddziela go Niżni Jagnięcy Karb.
Po północno-zachodniej stronie turni położone jest Bździochowe Korycisko będące odgałęzieniem Doliny Kołowej, a po południowo-wschodniej – Dolina Jagnięca, odnoga Doliny Zielonej Kieżmarskiej. Do Doliny Jagnięcej opada z Wielkiego Jagnięcego Kopiniaka wysokie urwisko. Między nim a południową ścianą Jagnięcego Szczytu znajduje się wybitny Żleb Stanisławskiego.
Na Wielki Jagnięcy Kopiniak nie prowadzą żadne znakowane szlaki turystyczne. Znakowana żółto ścieżka ze schroniska nad Zielonym Stawem Kieżmarskim przez Dolinę Jagnięcą i Kołowy Przechód na Jagnięcy Szczyt omija go po stronie Bździochowego Koryciska, podobnie jak drugie ze wzniesień w Grani Townsona, Mały Jagnięcy Kopiniak. Najdogodniejsza droga dla taterników wiedzie na wierzchołek granią z Wyżniego Jagnięcego Karbu, łatwe jest też wejście z Doliny Kołowej, od Kołowego Stawu. Prawym filarem południowej ściany Wielkiego Jagnięcego Kopiniaka prowadzi droga Stanisławskiego na Jagnięcy Szczyt.